# Agrium
Agrium Inc., tidigare Cominco Fertilizers, var ett kanadensiskt multinationellt företag inom kemisk industri och jordbruk. Företaget tillverkade och sålde främst konstgödsel, baserat på antingen fosfat, kväve, pottaska eller svavel. Det tillverkade även växtnäring och andra jordbruksprodukter. Agrium hade också fler än 1 500 jordbruksbutiker i Australien, Kanada och USA samt länder i Sydamerika.

## Historik
Företaget har sitt ursprung från att vara en affärsenhet för konstgödsel, med namnet Cominco Fertilizer Ltd., inom metallproducenten Cominco. Affärsenheten har dock kopplingar till 1931 när Cominco (då Consolidated Mining and Smelting Company) började sälja biprodukter rörande konstgödsel. Fram till 1990-talet var affärsenheten relativ liten och utgjorde en bråkdel av Comincos totala omsättning. År 1993 bestämde Cominco att konstgödselenheten skulle knoppas av och bli ett självständigt företag. Efter avknoppningen gick företaget som tåget och blev senare skede en av de största producenterna av konstgödsel på det västra halvklotet. År 1995 namnändrades företagsnamnet till Agrium. I september 2016 var det tal om att Agrium och Potash Corp skulle bli fusionerade med varandra. Det blev officiellt den 1 januari 2018 när de två blev Nutrien.